# Kahlúa

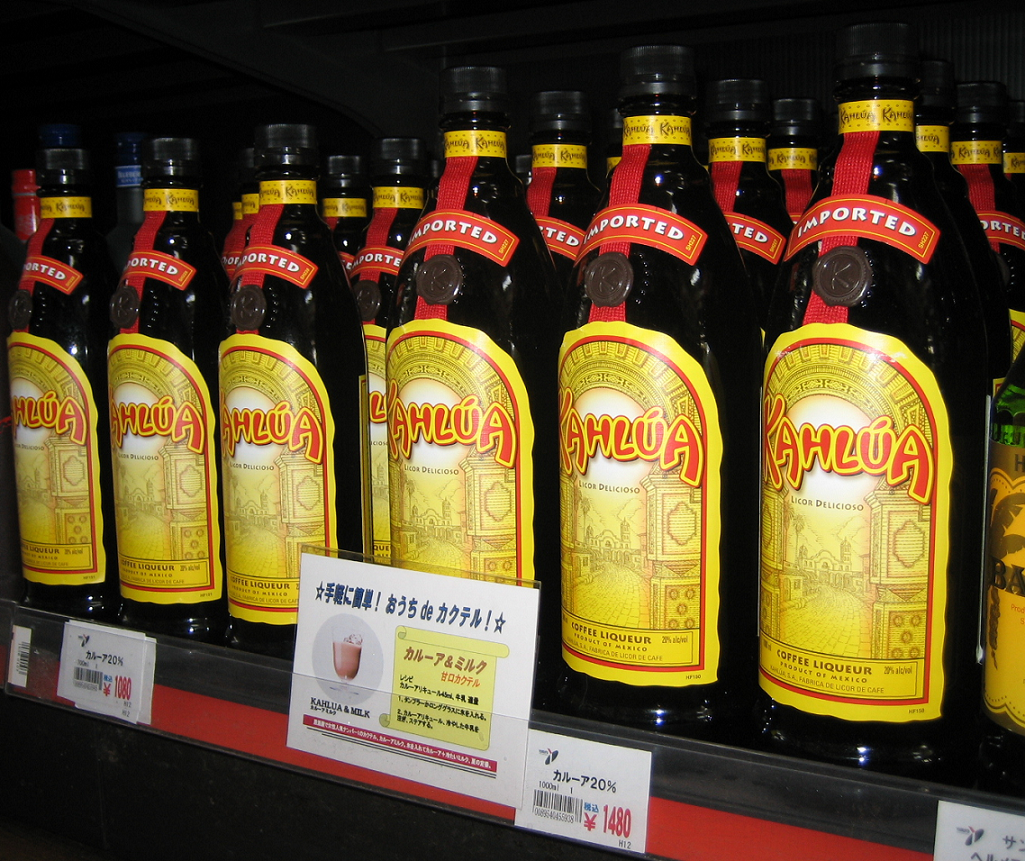
Kahlúa-Flaschen

Kahlúa ist eine mexikanische Kaffeelikör-Marke. Der Likör besteht aus Rum, Kaffee, Zuckerrohr und Vanille. Kahlúa hat einen moderaten Kaffeegeschmack, und wird in der „Original“-Version in Deutschland seit 2004, so wie in allen anderen Ländern, außer dem US-Bundesstaat Ohio, nur noch mit 20 % Alkoholgehalt verkauft. Seit 2023 beträgt dieser in Deutschland 16 %, in Ohio liegt er bei 21,5 % Früher lag er dagegen bei 26,5 %-vol. Der Koffein-Gehalt von Kahlúa beträgt 100ppm, was in etwa  dem Koffein-Gehalt von Coca-Cola entspricht.
Der Mexikaner Pedro Domecq produzierte Kahlúa erstmals im Jahr 1936 in der Stadt Veracruz. Der Name bedeutet „Heim der Acolhua“ in deren Nahuatl-Sprache und bezeichnet die heute San Juan de Ulúa genannte Insel im Hafenbecken von Veracruz.
2005 hat der Spirituosenhersteller Pernod Ricard Kahlúa im Zuge der Übernahme seines Konkurrenten Allied Domecq erworben.
Er wird für viele Cocktails wie Espresso Martini, White Russian, Black Russian oder B52 gebraucht und ist Standardbestandteil vieler Cocktailbars.
Kahlúa hat in den letzten Jahren außer dem Original eine Reihe weiterer Liköre auf den Markt gebracht:
- Chili Chocolate Liqueur
- Pumpkin Spice Liqueur
- Salted Caramel Liqueur
- Peppermint Mocha Liqueur
- Hazelnut Liqueur
- Mocha Liqueur
- French Vanilla Liqueur
- Midnight Coffee Liqueur
- Cinnamon Spice Liqueur
- Especial Coffee Liqueur